# Canal C:
Canal C: fue un canal español de televisión que mantuvo sus emisiones entre el 1 de mayo de 1997 y junio de 2001. Sus contenidos estaban basados, principalmente, en la informática y las nuevas tecnologías. En un principio estaba disponible en la plataforma digital por satélite Canal Satélite Digital, y más tarde se añadió a operadores de cable como Menta, Euskaltel o R.

## Historia
'Canal C:' comenzó sus emisiones el 1 de mayo de 1997 a cargo de Virgili Broch en la plataforma digital por satélite Canal Satélite Digital, en el dial 14, y con una oferta y horarios de emisión limitados.
A mediados de 1998 lanzó su página Web canalc.com Archivado el 16 de febrero de 2008 en Wayback Machine., ofreciendo información sobre la programación y la posibilidad de descargarla a un PDA. No obstante, y a pesar de algunas renovaciones de aspecto, el progresivo abandono y falta de actualización de contenido no la hizo demasiado atractiva.
En 1999 lanzaron nuevos programas de producción propia como 'D.O.F.6', 'Antipop', 'Foro' y 'Redacción', y se empezó a apostar por especiales dedicados a eventos de actualidad, como el dedicado a la Euskal Party, o a retrospectivas como el especial dedicado a 'La edad de oro del software español'.
En 2000 se comenzaron a emitir contenidos más dispersos, como 'Bakuchiku', un programa dedicado al manga y anime, y diversas series de animación japonesa.
Finalmente, a finales de abril de 2001, 'Canal C:' anunció su cierre que se produjo el día el 31 de mayo del mismo año coincidiendo con un reajuste de canales en el 'dial' de Canal Satélite Digital, alegando que el canal era bastante caro para la poca audiencia que lograba. Se especuló con la posibilidad de sustituir el canal por otro dedicado a los videojuegos denominado Game 40, nombre del programa de radio que presentaban, entre otros, Guillem Caballé y Carlos Ulloa en la sintonía de Los 40 principales, hasta su retirada en 4 de octubre de 1998. Sin embargo, nunca más se supo acerca de este proyecto.

## Programación

### Programas de producción propia
- Mnemotecnia - Presentado por Fernando Berlín, Toni Garrido y Antonio García Ferreras entre otros colaboradores. Programa semanal de 1 hora de duración sobre Nuevas Tecnologías

- D.O.F.6 - Presentado por Eduardo Giménez y realizado por Maik!, semanal, 25 minutos aproximadamente. Dedicado a los videojuegos, con una lista de los más vendidos y reportajes, análisis, y trucos. Los redactores iniciales fueron Nacho Hernández y Dani Turienzo. Tuvo un fuerte cambio de estética unos meses antes de su desaparición. El programa One On One emitido años más tarde en Telecinco siguió una línea parecida.

- Planeta C - Presentado por Javier Candeira y con la colaboración de Pepe Cervera, semanal, 25 minutos aproximadamente. Uno de los ejes del canal que trataba temas relacionados con la informática y de gran contenido didáctico. Coincidiendo con un cambio de estética, terminó orientado más hacia las entrevistas y reportajes de actualidad.

- Foro - Presentado por Javier Candeira, semanal, 50 minutos aproximadamente. Debate con diversos invitados discutiendo un tema de actualidad informática o de nuevas tecnologías.

- Antipop - Presentado por Adriana Chen y realizado por Maik!, con Dani Turienzo en la redacción y las locuciones. Semanal, 25 minutos aproximadamente. Programa dedicado al arte, diseño, música y tendencias culturales en general. Tuvo también cabida el anime y la cultura japonesa tras la incorporación al canal de Luis Alis.

- Redacción - Dirigido por Pablo Oliveira y Silva, semanal, 25 minutos aproximadamente. Programa de noticias centrado en la información sobre nuevas tencologías e internet, que contaba con un invitado relacionado con el mundo de las TI y con espacios para la cultura digital y las novedades en cine digital.

- Bakuchiku - Sin presentador, creado por Luis Alis (antiguamente en la revista MangaZone), con cadencia bimensual, 25 minutos aproximadamente. Programa dedicado al manga y anime, que repasaba la oferta de Canal Satélite Digital en cuanto a este tipo de contenido, centrándose en la oferta del canal, junto con algunos reportajes de interés del género.

- Especiales - Dedicados mayormente a eventos, como la séptima Euskal Party o diversas Campus Party.

- KIOSKO C: - Presentado por Federico M. Capulino, semanal de 25 minutos aproximadamente Programa que incluía el contenido de las revistas de informática más relevantes. También presentaba entrevistas con profesionales de las distintas ramas de la industria informática, así como creadores(as) e intelectuales varios--y varias.

- TeGiraLaCabeza: - Espacio dedicado a la música electrónica que incluía entrevistas a DJs y productores (conducidas por DJ Antílope) así como vídeos musicales. A raíz de su moderado éxito se editaron varios recopilados que contenían una selección de los mejores temas que pasaron por el programa bajo el nombre "Calambre-Techno TeGiraLaCabeza".

- Otros programas: NotiC.ias, W@W@W@, La Red Infernal, Caos, Videodrom, Control C, Un Pez Llamado Tech...

### Otros programas
Canal C: tuvo en su parrilla televisiva diversos programas dedicados al diseño, música y arte pop. Entre éstas producciones se encontraban CNET News o Undercurrents.

### Anime
En 1999 el canal comenzó a emitir series de animación japonesa, seguramente intentando suplir la falta de oferta de este tipo de contenidos en la plataforma digital a la que pertenecía, y además compitiendo con el canal Locomotion que fue muy relevante por las muchas series anime que ofrecía; un canal que integraba en su oferta su rival: Vía Digital. Entre estas series de animación se encuentran:
- Serial Experiments Lain
- La visión de Escaflowne
- Películas de Mazinger Z
- Vampire Hunter D
- Darkstalkers
- Shutendoji
- Ogre Slayer

## Descarga de software
Los primeros años de emisión el canal contaba, como su homólogo francés, con un servicio de descarga de software a través del terminal de Canal Satélite Digital denominado C: Directo, en el que programaban una serie de descargas por horas que el espectador podía adquirir conectando el ordenador al terminal con un cable de red o paralelo, bien gratuitamente o bien con un recargo, según la naturaleza del software adquirido.
Aquellos que lo han probado aseguran que el tiempo de descarga era excesivo, resultando muchas veces en descargas incompletas. Este servicio desapareció silenciosamente en 1999.[cita requerida]